# Man Ray
Man Ray, nato Emmanuel Radnitzky (Filadelfia, 27 agosto 1890 – Parigi, 18 novembre 1976), è stato un pittore, fotografo, regista e grafico statunitense esponente del Dadaismo e del Surrealismo.
Pur essendo un pittore, un fabbricante di oggetti e un autore di film d'avanguardia come Le retour à la raison (1923), Anémic Cinéma (1925) con Marcel Duchamp, Emak-bakia (1926), L'étoile de mer (1928), Le mystères du chateau de dé (1929), precursori del cinema surrealista, è conosciuto soprattutto come fotografo surrealista, avendo realizzato le sue prime fotografie importanti nel 1918.

## Biografia
Emmanuel nasce a Filadelfia da una famiglia di immigrati russi di origine ebraica, Melach "Max" Radnitzky e Manya "Minnie" Radnitsky (nata Lourie o Luria). Cresce a New York dove completa gli studi. Termina la scuola superiore ma rifiuta una borsa di studio in architettura per dedicarsi all'arte. A New York lavora nel 1908 come disegnatore e grafico. Nel 1912 inizia a firmare le sue opere con lo pseudonimo “Man Ray”, che significa uomo raggio. Acquista la sua prima macchina fotografica nel 1914, per fotografare le sue opere d'arte.
Nel 1915 il collezionista Walter Conrad Arensberg lo presenta a Marcel Duchamp, di cui diverrà grande amico. I tre fondarono la Society of Independent Artists. Nel 1919 dipinge le sue prime aerografie, immagini prodotte con un'aeropenna, uno strumento di ritocco di uso comune per un grafico disegnatore. A New York, con Marcel Duchamp formò il ramo americano del movimento Dada che era iniziato in Europa come un rifiuto radicale dell'arte tradizionale. Dopo alcuni tentativi senza successo e soprattutto dopo la pubblicazione di un unico numero di "New York Dada" nel 1921, Man Ray affermò che "il Dada non può vivere a New York".
Nel 1921 Duchamp torna a Parigi. Man Ray, che in precedenza aveva rinunciato a trasferirsi in Francia a causa della grande guerra, lo segue. A Parigi Duchamp gli presenta gli artisti più influenti di Francia, fra cui anche André Breton e Philippe Soupault. Soupault ospitò nella sua libreria (Librairie Six) la prima mostra di Man Ray, dove venne esposta la famosa opera Cadeau, un ferro da stiro su cui erano stati incollati dei chiodi, tipico esempio della sua giustapposizione sintagmatica di oggetti senza un legame logico, ma solo «mentale», paradossale, controverso; in questo caso decontestualizzandone la normale utilizzazione «codificata», fino a trovare uno strettissimo rapporto allusivo al «negativo». Il successo Parigino di Man Ray è dovuto alla sua abilità come fotografo, soprattutto di ritrattista. Celebri artisti dell'epoca, come James Joyce, Gertrude Stein, Jean Cocteau e molti altri, posarono di fronte alla sua macchina fotografica.

Nel 1922 Man Ray produce i suoi primi fotogrammi, che chiama rayographs (rayografie), ovvero immagini fotografiche ottenute poggiando oggetti direttamente sulla carta sensibile.

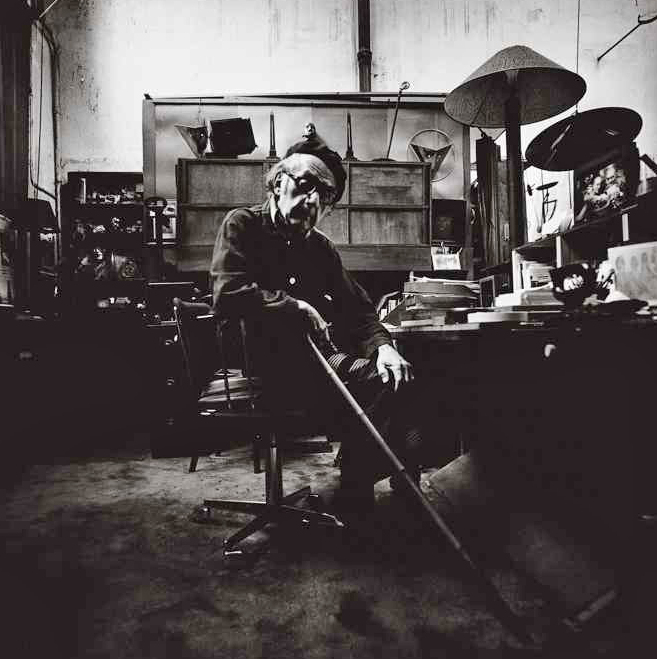
Man Ray, di Lothar Wolleh, Parigi, 1975

Man Ray scoprì per caso le rayografie nel 1921. Mentre sviluppava alcune fotografie in camera oscura, un foglio di carta vergine, accidentalmente, finì in mezzo agli altri e dato che continuava a non comparirvi nulla, poggiò, piuttosto irritato, una serie di oggetti di vetro sul foglio ancora a mollo e accese la luce. L'artista ottenne così delle immagini deformate, quasi in rilievo sul fondo nero. Attraverso i suoi rayographs, termine costruito sul suo cognome, ma che contemporaneamente evoca il disegno luminoso, poteva sondare ed esaltare il carattere paradossale e inquietante del quotidiano.

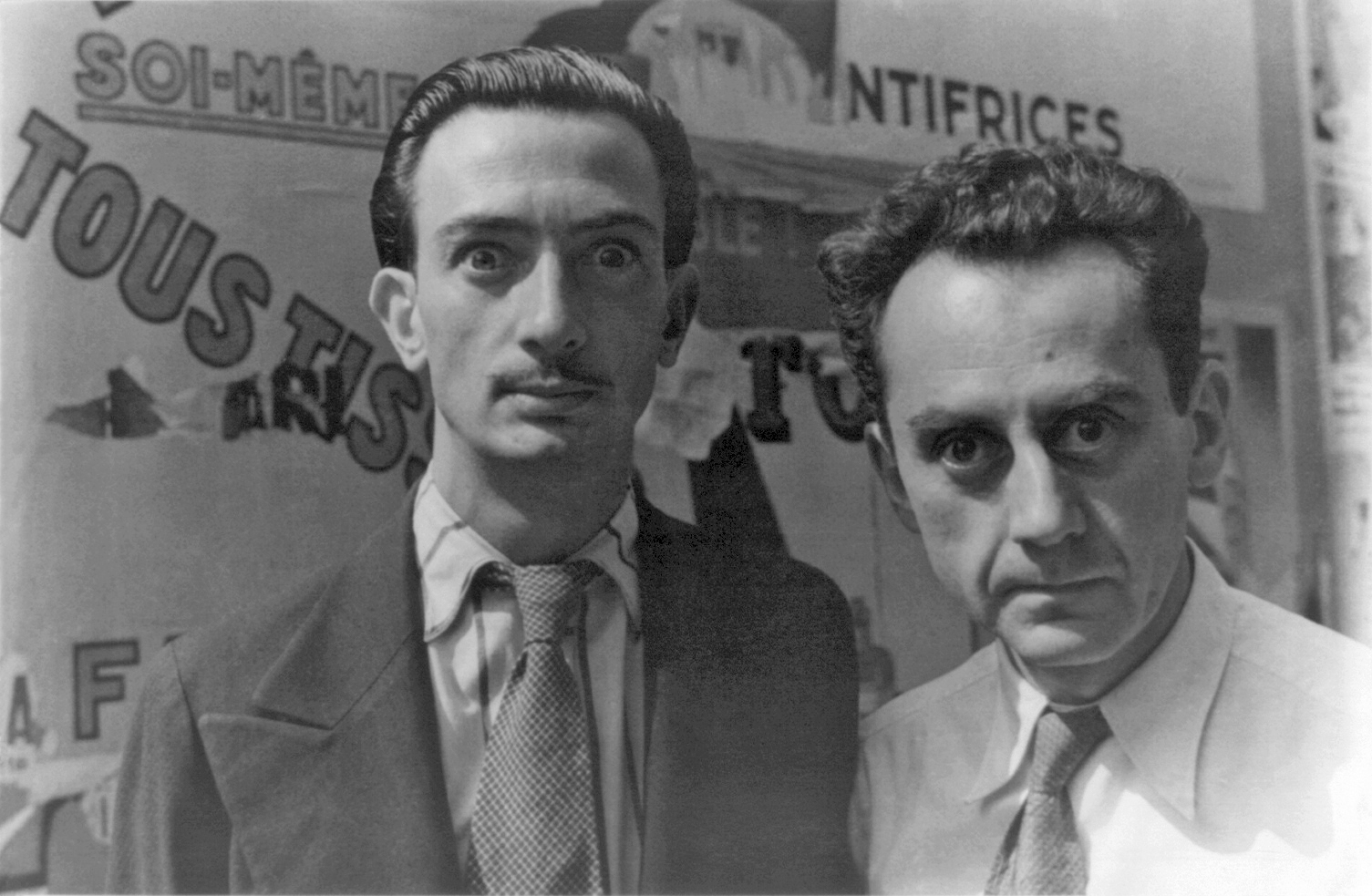
Salvador Dalí e Man Ray a Parigi, il 16 giugno 1934

Nel 1924 nasce ufficialmente il surrealismo, Man Ray è il primo fotografo surrealista. La produzione dei suoi lavori di ricerca va di pari passo con la pubblicazione delle sue fotografie di moda su Vogue. Si innamora della famosa cantante francese Alice Prin, spesso chiamata Kiki de Montparnasse, che in seguito divenne la sua modella fotografica preferita. Insieme a Jean Arp, Max Ernst, André Masson, Joan Miró e Pablo Picasso, fu rappresentato nella prima esposizione surrealista alla galleria Pierre a Parigi nel 1925.
Nel 1934, la celebre artista surrealista Meret Oppenheim, conosciuta per la sua tazza da te ricoperta di pelliccia, posò per Man Ray in quella che divenne una ben nota serie di foto che la ritraggono nuda in piedi vicino a un torchio da stampa. Anche della pittrice surrealista Bridget Bate Tichenor, del cui padre Ray era grande amico, restano numerose fotografie. Insieme alla fotografa surrealista Lee Miller che fu la sua amante e assistente fotografica. All'epoca utilizzò sistematicamente la tecnica fotografica della solarizzazione.
Lo scoppio della seconda guerra mondiale obbliga Man Ray, che è di origine ebrea, a rientrare negli Stati Uniti. Nel 1940 arriva a New York ma poco dopo si trasferisce a Los Angeles. In questo periodo insegna fotografia e pittura in un college, espone in varie mostre le sue fotografie, fra cui anche alla galleria di Julien Levy di New York.
Finita la seconda guerra mondiale Man Ray ritorna a Parigi, dove vivrà fino al giorno della sua morte, continuando a dipingere e a fare fotografie. Nel 1975 espone le sue fotografie alla Biennale di Venezia.
Negli ultimi anni della sua vita Man Ray fa spesso ritorno negli Stati Uniti, dove vive a Los Angeles per alcuni anni. Tuttavia egli considera Montparnasse come casa sua e vi fa sempre ritorno, ed è lì che muore il 18 novembre 1976. È sepolto nel cimitero di Montparnasse. Il suo epitaffio recita: "Noncurante, ma non indifferente." Il 26 marzo 2019 la tomba è stata devastata da un vandalo probabilmente in preda all'alcol.

## Opere

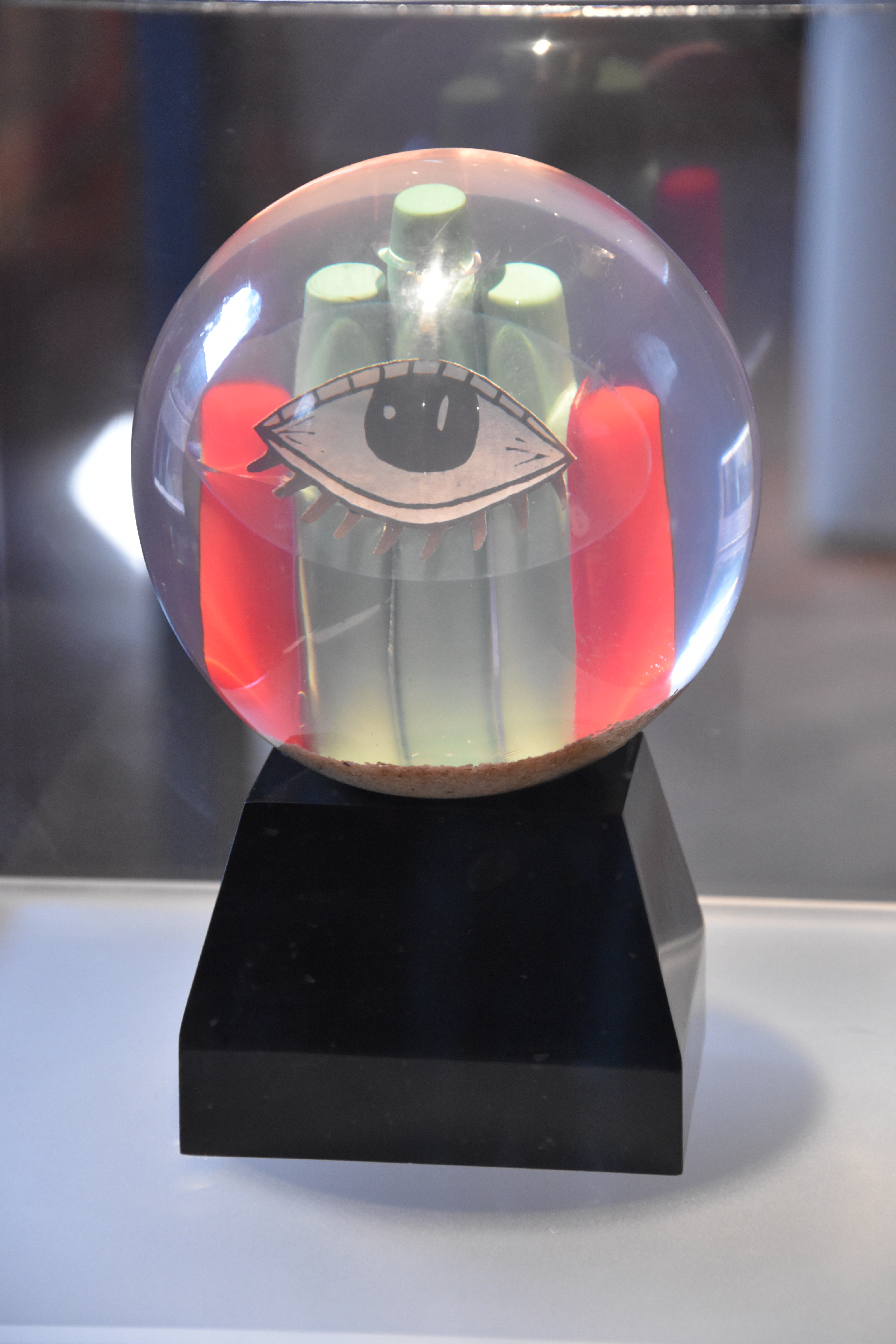
Boule sans neige (palla senza neve), 1970

Di Man Ray fotografo si è già parlato, non va tuttavia dimenticato il suo contributo di pittore e scultore. Sono infatti famose le sue sculture note come "oggetti d'affezione". 
Un altro è noto come "Oggetto da distruggere", un metronomo sulla cui punta Man Ray incolla la fotografia di un occhio. L'originale è perduto, la leggenda vuole che durante un'esposizione un visitatore abbia preso alla lettera l'invito implicito nel nome e lo abbia appunto distrutto.
L'originalità del suo lavoro si evince anche dal fatto che "L'oggetto di Man Ray, non è mai soltanto un ready made, ma, quasi sempre un ready made modificato... in cui opera... uno strano connubio, che comunque si abbini all'altro per contraddizione, creando una situazione di paradosso... Tra i dadaisti Man Ray è quello la cui operazione si è svolta secondo un procedimento più analogo a quello letterario - e surrealista - che non a quello degli esponenti del Dadaismo nelle arti plastiche"

### Cadeau (1921, 1963, 1970, 1972, 1974)
È un ferro da stiro in ghisa a cui l'artista incolla in riga 14 chiodi sul fondo, la parte piana del ferro, rendendolo così inutilizzabile. Realizzò il primo nel 1921, che fu rubato alla sua prima mostra a Parigi, poi ne replicò altri nel 1963, 1970 (cm.15.4x8.7x12.2), 1972; fino a realizzarne una serie di multipli di 5000 esemplari nel 1974, con le seguenti dimensioni cm. 17x10x10,5; oggi questo multiplo è molto ricercato dai collezionisti d'arte.

## Filmografia
- Le Retour à la Raison (1923)
- Emak-Bakia (1926)
- Anémic Cinéma con Marcel Duchamp (1926)
- L'étoile de mer (1928)
- Les mystères du château de Dé (1929)
- Rue campagne première (1929)
- Corrida (1929)
- Autoportrait uo ce qui manque a nous tous (1930)
- Poison (1935)
- L'atelier du val de grace (1935)
- Course landaise (1937)
- La garoupe (1937)
- Ady (1938)
- Dance (1938)
- Juliet (1940)
- Paris la belle (1960)

## Film e documentari su Man Ray
- documentario - Man Ray: Prophet of the Avant Garde di Mel Stuart (1997)
- documentario - A proposito degli effetti speciali di Alberto Grifi (2001)
- cortometraggio - Man Ray di Claudio Araya (2001)
- lungometraggio - Man Ray di Temístocles López (2008)

## Nei musei in Italia
- Pinacoteca civica di Savona
- MAP Museo Arte Plastica Castiglione Olona
- Pinacoteca civica di Conversano
- Man Ray Le seduzioni della fotografia, Centro Italiano per la Fotografia, Torino, dal 17 ottobre 2019 al 19 gennaio 2020
- Man Ray opere 1912-1975: Genova, Palazzo Ducale, dall'11 marzo al 9 luglio 2023

## Retrospettive
L'artista è stato onorato al Museo della Banca di Hyères con un'approfondita retrospettiva permettendo al grande pubblico di tuffarsi nella sua opera attraverso la mostra Man Ray, le beau temps (8 luglio - 19 novembre 2023), un'esposizione unica, riconosciuta di interesse nazionale, che espone pezzi provenienti dal Centro Pompidou, dal museo Paul Éluard e da collezioni private. Tra le tante opere e tecniche usate da Man Ray particolare risalto è dato al film Le Château du Dé in quanto, tra l'altro, testimonia il particolare legame dell'artista con Hyères, la Città delle Palme, in particolare con il visconte Charles de Noailles e la sua sposa, Marie - Laure. È stato scritto che l'opera, assolutamente surrealista, fu trovata eccessivamente eccentrica dalla coppia.

## Scritti
- Man Ray Tutti gli scritti a cura di Janus Ed. Feltrinelli 1981
- Man Ray Disegni di Italo Mussa con testi di Giovanna Giordano e Michele Falzone del Barbarò, De Luca Editore, Copyright 1985, by Alliance Française di Siracusa